# یئوویدو-دونگ
یئوویدو-دونگ (به لاتین: Yeouido-dong) یک منطقهٔ مسکونی در کره جنوبی است که در Yeongdeungpo District واقع شده‌است.